# 流媒体
串流媒體（英語：Streaming media），指將一連串的多媒體資料壓縮後，經過網際網路分段傳送資料，在網際網路上即時傳輸影音以供觀賞的一種技術與過程，此技术使得資料封包得以像流水一样发送，如果不使用此技术，就必须在使用前下载整个媒体文件。
实时流媒体是指互联网内容的实时传输，就像电视直播透過电视信号在电波上播放内容一样。互联网流媒体直播需要一种形式的源媒体（如摄像机、音频接口、屏幕捕捉软件）、将内容数字化的编码器、媒体发布者和內容傳遞網路来分发和传递内容。直播流媒体不需要在源点进行录制，尽管经常需要录制。
串流媒體在视频点播和网络电视（如IPTV）服务中最为普遍。

## 另見
- 數位發行——又称在线发行，是指音视频、软件、电子游戏和书籍等媒体内容，无需借助实体介质，而通过互联网等在线方式进行发行。
- 订阅——一种商业模式，顾客需要定期付出指定的费用以获取商品及服务。这种商业模式现常用于流媒体服务。